# Fais pas ci, fais pas ça
Fais pas ci, fais pas ça è una serie televisiva francese, ideata da Thierry Bizot ed Anne Giafferi e prodotta dal 2007 da Elephant Story per France 2. Protagonista della serie sono Guillaume de Tonquédec, Valérie Bonneton, Bruno Salomone, Isabelle Gélinas, Alexandra Gentil, Lilian Dugois, Tiphaine Haas, Cannelle Carré-Cassaigne, Yaniss Lespert, Timothée Kempel-Hamel e Myrtille Gougat.
La serie consta di 8 stagioni, per un totale di 62 episodi. La serie viene trasmessa in prima visione dall'emittente France 2: il primo episodio, intitolato La rentrée des classes, fu trasmesso in prima visione l'8 settembre 2007.

## Trama
Protagonisti della serie sono due famiglie di vicini, i Bouley e i Lepic, composti da Denis e Valérie Bouley e da Renaud e Fabienne Lepic e dai rispettivi figli.

## Episodi
| Stagione         | Puntate | Prima TV Francia | Prima TV Italia |
| ---------------- | ------- | ---------------- | --------------- |
| Prima stagione   | 12      | 2007             | inedita         |
| Seconda stagione | 6       | 2009             | inedita         |
| Terza stagione   | 8       | 2010             | inedita         |
| Quarta stagione  | 8       | 2011             | inedita         |
| Quinta stagione  | 8       | 2012             | inedita         |
| Sesta stagione   | 8       | 2013             | inedita         |
| Settima stagione | 6       | 2014             | inedita         |
| Ottava stagione  | 6       | 2016             | inedita         |
| Nona stagione    | 6       | 2017             | inedita         |

## Adattamenti
- Come fai sbagli, serie televisiva italiana del 2016[12]